# كارلوس كزافييه
كارلوس كزافييه (بالبرتغالية: Carlos Xavier‏) (16 يناير 1963 بمابوتو في موزمبيق - ) هو مدرب كرة قدم ولاعب كرة قدم برتغالي في مركز الوسط. شارك مع منتخب البرتغال تحت 21 سنة لكرة القدم ومنتخب البرتغال لكرة القدم. أما مع النوادي، فقد لعب مع ريال سوسيداد وسبورتينغ لشبونة ونادي أكاديميكا كويمبرا.

## مسيرته الكروية
لعب كارلوس كزافييه خلال مسيرته الاحترافية مع 3 أندية في خمسة عشر موسمًا وسجل خلالها 27 هدفًا ضمن 352 مباراة. حيث فاز في موسمين بالكأس وفي موسم واحد بالدوري.
خاض كارلوس كزافييه مسيرته مع نادي سبورتينغ لشبونة في موسم 1980–81 في المرة الأولى واستمر معه طيلة ثلاثة مواسم ثم في موسم 1987–88 ليلعب معه ستة مواسم ثم في موسم 1994–95 ولمدة موسمين، مشاركًا طوالها في 230 مباراة سجل خلالها 13 هدفًا. ثم انتقل إلى نادي أكاديميكا كويمبرا في موسم 1986–87 لمدة موسم واحد، حيث شارك في 26 مباراة سجل خلالها هدفًا واحدًا. لينتقل بعدها إلى نادي ريال سوسيداد في موسم 1991–92 واستمر معه طيلة ثلاثة مواسم، مشاركًا في 96 مباراة سجل خلالها 13 هدفًا.

## وصلات خارجية
- كارلوس كزافييه على موقع قاعدة بيانات كرة القدم.إي يو (الإنجليزية)
- كارلوس كزافييه على موقع ناشيونال فوتبول تيمز (الإنجليزية)